# 16127 Farzan-Kashani
16127 Farzan-Kashani è un asteroide della fascia principale. Scoperto nel 1999, presenta un'orbita caratterizzata da un semiasse maggiore pari a 2,2575421 UA e da un'eccentricità di 0,0909189, inclinata di 2,63815° rispetto all'eclittica.